# Tétrafluorure d'hafnium
Le tétrafluorure de hafnium est un composé inorganique de formule HfF4. C'est un solide blanc. Il possède la même structure que le tétrafluorure de zirconium, avec des centres Hf(IV) en coordination 8.
Le tétrafluorure de hafnium forme un trihydrate, qui a une structure polymérique constituée d'un centre octaédrique Hf, décrit par (μ\sF)2[HfF2(H2O)2]n(H2O)n et une eau de cristallisation. Il s'agit d'un des rares cas où les chimies de Hf et de Zr diffèrent, le trihydrate de fluorure de zirconium(IV) a la structure moléculaire (μ\sF)2[ZrF3(H2O)3]2, sans l'eau de réseau.